# Juan Antonio Corbalán
Juan Antonio Corbalán Alfocea (ur. 3 sierpnia 1954 w Madrycie) – hiszpański koszykarz, występujący na pozycji obrońcy. Corbalán był jednym z najlepszych europejskich rozgrywających lat 80. XX wieku. Reprezentował swoją ojczyznę na trzech Igrzyskach Olimpijskich (1972, 1980 i 1984).

## Osiągnięcia
Zespołowe
- Mistrz[2]:
  - Euroligi (1974, 1978, 1980)
  - Klubowy mistrz świata (1981)[3]
  - Hiszpanii (1972–1977, 1979, 1980, 1982, 1984–1986)
- czterokrotny wicemistrz Hiszpanii (1978, 1981, 1983, 1988)
- Zdobywca[2]:
  - pucharu:
    - Interkontynentalnego (1976–1978, 1981)
    - Koracia (1988)
    - Saporty (1984)
    - Hiszpanii (1972–1975, 1977, 1985, 1986)

  - Superpucharu Hiszpanii (1985)
- Finalista:
  - Euroligi (1975, 1976, 1985)
  - pucharu:
    - Saporty (1982)
    - Hiszpanii (1976, 1978, 1981, 1982, 1988)

  - Superpucharu Hiszpanii (1985, 1986)

Indywidualne
- 7-krotny uczestnik FIBA All-Star Games (1976, 1977, 1979, 1980, 2 x 1981, 1982)
- Wybrany do:
  - składu FIBA’s 50 Greatest Players
  - grona 50 Greatest Euroleague Contributors (2008)
- Sportowiec Roku w Hiszpanii (1983)

Reprezentacja
- Wicemistrz:
  - olimpijski (1984)
  - Europy (1983)[2]
- MVP mistrzostw Europy (1983)
- Uczestnik:
  - igrzysk olimpijskich (1972 – 11. miejsce, 1980 – 4. miejsce, 1984)[2]
  - mistrzostw świata (1974 – 5. miejsce, 1982 – 4. miejsce)
  - mistrzostw Europy (1975 – 4. miejsce, 1977, 1979, 1981, 1983)
  - mistrzostw Europy U–18 (1972)